# Tarda Pool
Der Tarda Pool ist ein See im Westen des australischen Bundesstaates Western Australia. 
Der See liegt am Unterlauf des Fortescue River bei Mardie.